# Jørgen Wæver Johansen
Jørgen Wæver Johansen (* 21. September 1972 in Esbjerg, Dänemark) ist ein grönländischer Politiker (Siumut).

## Leben

### Familie und Ausbildung
Jørgen Wæver Johansen wurde 1972 in Esbjerg geboren, wo sein Vater Hans Lars sich zum Fischereiskipper ausbilden ließ. Seine Mutter Nina Sørine Nielsen war bei seiner Geburt erst 17 Jahre alt. 1978 zog die Familie zurück nach Grönland nach Sisimiut. 1981 zogen sie weiter nach Attu, das Heimatdorf seines Vaters. Jørgen Wæver Johansen wuchs mit Dänisch als Muttersprache auf und lernte erst in Attu Grönländisch.
Er besuchte von 1989 bis 1990 das GUX in Aasiaat und studierte anschließend von 1990 bis 1992 am Lester B. Pearson United World College of the Pacific in Victoria Wirtschaft, Geschichte und Englisch. Von 1992 bis 1993 studierte er Politikwissenschaft an der Carleton University in Ottawa und anschließend an der McGill University in Montreal, bevor er das Studium 1994 abbrach.

### Politisierung
1995 lernte er Vivian Motzfeldt (* 1972) kennen, die er am 25. Juli 1998 heiratete und mit der er vier Kinder hat.
Von 1994 bis 1995 war Jørgen Wæver Johansen ein Jahr lang als Berater für die Inuit Circumpolar Conference tätig. Von 1994 bis 1998 war er auch Vorsitzender der Jugendorganisation der ICC und 1995 wurde er in den Aufsichtsrat der ICC gewählt. Von 1995 bis 1996 war er Organisationssekretär der Siumut und dann von 1996 bis 1998 Parteisekretär der Siumut. Von 1998 bis 1999 war er Vizevorsitzender der Jugendorganisation der Siumut (SIS) und ab 1998 Organisatorischer Vizevorsitzender der Partei. Nebenher war er von 1998 bis 1999 auch IT-politischer Koordinator der Regierung.

### Beginn der politischen Karriere
Jørgen Wæver Johansen kandidierte mit 22 Jahren als Stellvertreter bei der Parlamentswahl 1995. Drei Jahre später nahm er an der Folketingswahl 1998 teil und erhielt 2087 Stimmen, womit er einen Sitz im Folketing verpasste.
Bei der Parlamentswahl in Grönland 1999 kandidierte er erstmals selbst und wurde ins Inatsisartut gewählt. Gerade einmal 26-jährig erhielt er die zweitmeisten Stimmen der Siumut-Kandidaten hinter Jonathan Motzfeldt. Im November 1999 wurde er anstelle des zurückgetretenen Mikael Petersen zum Minister für Soziales und Arbeitsmarkt im Kabinett Motzfeldt VII ernannt. Im September 2001 wurde er Minister für Wohnwesen und Infrastruktur anstelle von Steffen Ulrich-Lynge. Dasselbe Ministerium hatte er auch von Dezember 2001 bis Dezember 2002 im Kabinett Motzfeldt VIII inne.
Bei der Parlamentswahl 2002 wurde er mit 580 Stimmen wiedergewählt. Im September 2003 wurde er Minister für Selvstyre, Rohstoffe und Justiz im Kabinett Enoksen III. Von diesem Amt trat er im April 2005 zurück, nachdem er den Kampf um den Parteivorsitz gegen Hans Enoksen verloren hatte.

### Rückzug aus der Politik, Comeback und erneuter Rückzug
Bei der Parlamentswahl 2005 wurde er zum dritten Mal in Folge ins Parlament gewählt und zudem erneut zum Minister für Wohnwesen, Infrastruktur und Rohstoffe im Kabinett Enoksen IV ernannt. Im Januar 2007 trat er zurück, um Vorsitzender der Unternehmensgesellschaft Greenland Venture zu werden. Im September 2008 gab er auch seinen Parlamentssitz zurück. Den Gesellschaftsvorsitz von Greenland Venture gab er im Januar 2010 ab. Anschließend war er von 2010 bis 2013 Direktor bei Arctic Export Greenland und WR Invest Greenland und von 2011 bis 2013 zudem bei Greenland Seafood Production. Von 2007 bis 2008 war er zudem Aufsichtsratsmitglied bei Pisiffik und von 2008 bis 2010 bei Igloo Mountain gewesen.
Erst 2013 gab Jørgen Wæver Johansen ein politisches Comeback, als er bei der Kommunalwahl kandidierte. Er erhielt überraschend mit 297 Stimmen die meisten aller Kandidaten in der Kommune Kujalleq, wodurch er Simon Simonsen als Bürgermeister ablöste. 2014 wurde er Politischer Vizevorsitzender der Siumut. Zur Kommunalwahl 2017 trat er nicht mehr an. Im selben Jahr trat er auch als Parteivize zurück.
2016 wurde er Direktor bei Greenland Water Bank und 2017 zudem bei PV Green und Nanoq Power. Zudem ist er Mitgründer und Direktor bei Greenland Invest.